# Guillaume Durand (liturgist)
Guillaume Durand, född omkring 1237, död 1296, var en fransk rättslärd och liturgisk författare.
Durands mest berömda verk är Rationale divinorum officiorum (1459), som utförligt behandlar romersk-katolsk ritual, den rituella symboliken, klädedräkten med mera. Av hans övriga skrifter märks arbeten i kanonisk rätt.